# 29 січня
29 січня — 29-й день року в григоріанському календарі. До кінця року залишається 336 днів (337 днів — у високосні роки).

## Свята і пам'ятні дні

### Національні
- Україна: День пам'яті Героїв Крут.

### Релігійні

#### Західне християнство
- Пам'ять святих Ґільдаса Мудрого, Йозефа Фрайнадемеця[en], Сабініана Труаського[en] та Сульпитія I Буржського[en].

#### Східне християнство[1]
- Перенесення мощей священномученика Ігнатія Богоносця;
- Пам'ять святителя Лаврентія Туровського, затворника Києво-Печерського;
- Пам'ять мучеників Романа, Якова, Філофея, Іперихія, Авіва, Юліана і Паригорія;
- Пам'ять мучеників Сильвана, єпископа, Луки, диякона, Мокія, читця.

## Іменини
✝  Католицькі: Валерій, Ґільдас, Джуніпер, Йозеф, Сабініан, Сульпитій.
✙ Православні: Авів, Ігнатій, Іперіхій, Лаврентій, Лука, Мокій, Паригорій, Роман, Сильван, Філофей, Яків.

## Події

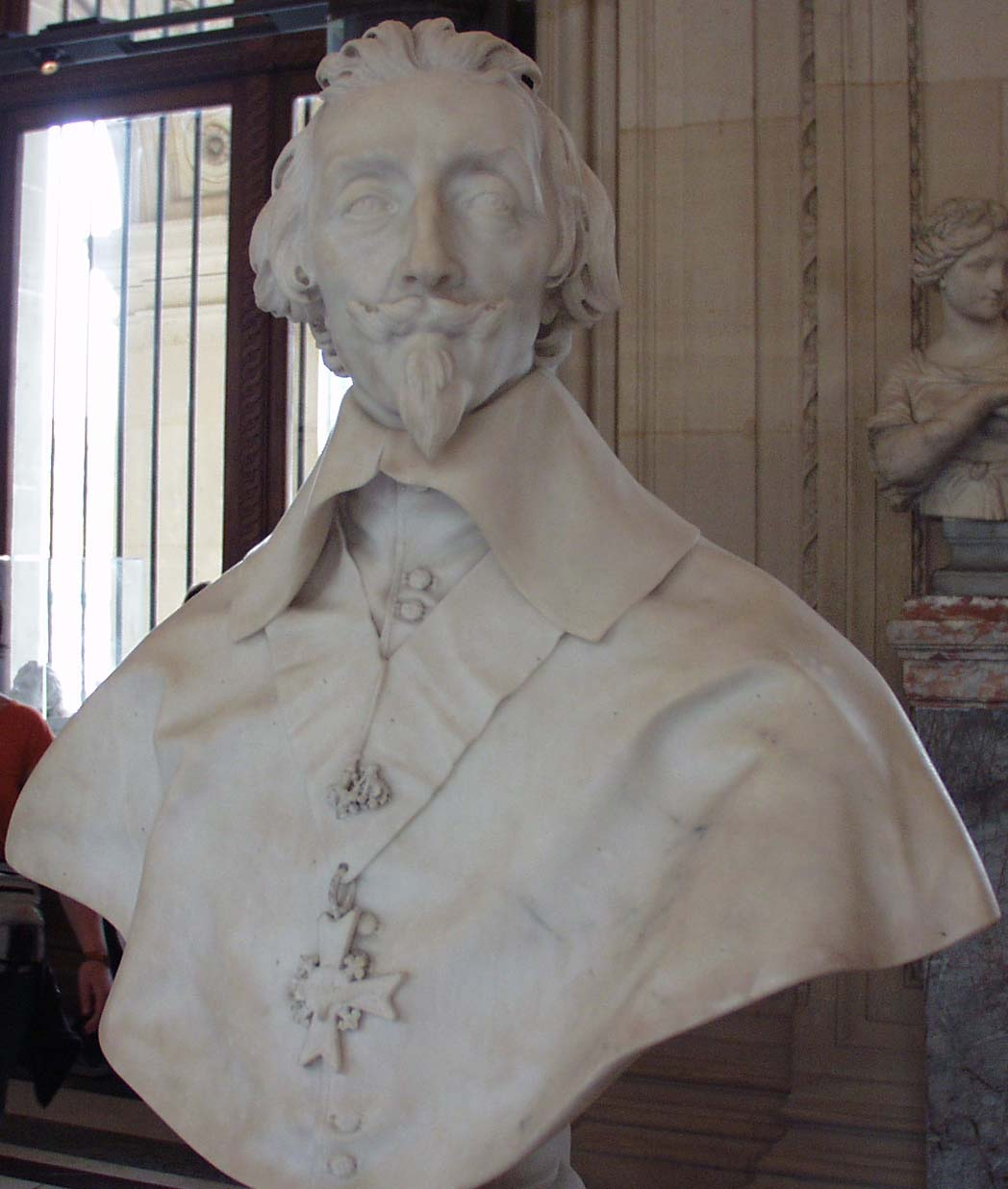
кардинал Рішельє

- 1616 — голландські мореплавці Якоб Лемер і Віллем Схаутен відкрили крайню південну точку Південної Америки мис Горн

- 1635 — кардинал Рішельє заснував Французьку академію наук
- 1710 — указ про офіційне введення російського цивільного алфавіту. Церква продовжує користуватися старослов'янським алфавітом
- 1805 — підписано указ про відкриття у Харкові Імператорського університету, другого за віком (після Львівського університету) університету сучасної України.
- 1850 — сенатор Генрі Клей представив план «Компромісу 1850 року», що мав примирити Північні та Південні штати Америки.
- 1856 — королева Великої Британії Вікторія заснувала найвищу військову нагороду країни — «Хрест Вікторії».
- 1886 — німецький конструктор Карл Бенц отримав патент на автомобіль з двигуном внутрішнього згоряння.
- 1896 — американський фізик Еміль Груббе вперше використав радіоактивне випромінювання для лікування раку.
- 1896 — відбулися перші випробування англійського танка.Схема бою під Крутами, виконана сотником Сергієм Горячком
- 1907 — Лі де Форест запатентував аудіон, або тріод — перший практичний електронний підсилювач.
- 1918 — відбувся бій під Крутами
- 1918 — у Києві о третій годині ночі почалося більшовицьке повстання, яке мало на меті завдати удару по владі й війську Центральної Ради незалежної УНР напередодні вступу до столиці червоної російської армії під командуванням Муравйова.
- 1921 — на конференції в Парижі країни — переможці в 1-й Світовій війні визначили суму воєнних репарацій для Німеччини — 226 мільярдів золотом мали бути виплачені протягом 42-х років.
- 1922 — під масою снігу завалився кінотеатр у Нью-Йорку, внаслідок чого загинуло 120 осіб.
- 1927 — у Лондоні відкрили «Park Lane Hotel» — перший готель, у кожному номері якого була ванна кімната.
- 1929 — у Нашвіллі (Теннессі, США) організована перша у світі школа тренування собак-поводирів.
- 1947 — у Великій Британії зареєстрували рекордно низьку температуру повітря — 26,7 градуса морозу.
- 1978 — Швеція першою у світі офіційно заборонила використання аерозольних балончиків через їх руйнівний вплив на озоновий шар Землі.
- 1996 — президент Франції Жак Ширак оголосив про цілковите припинення його країною ядерних випробувань.
- 2002 — президент США Джордж Вокер Буш назвав Ірак, Іран та Північну Корею «Віссю зла».
- 2024 — Спортивний арбітражний суд дискваліфікував російську фігуристку Камілу Валієву на чотири роки через допінг-справу.

## Народились

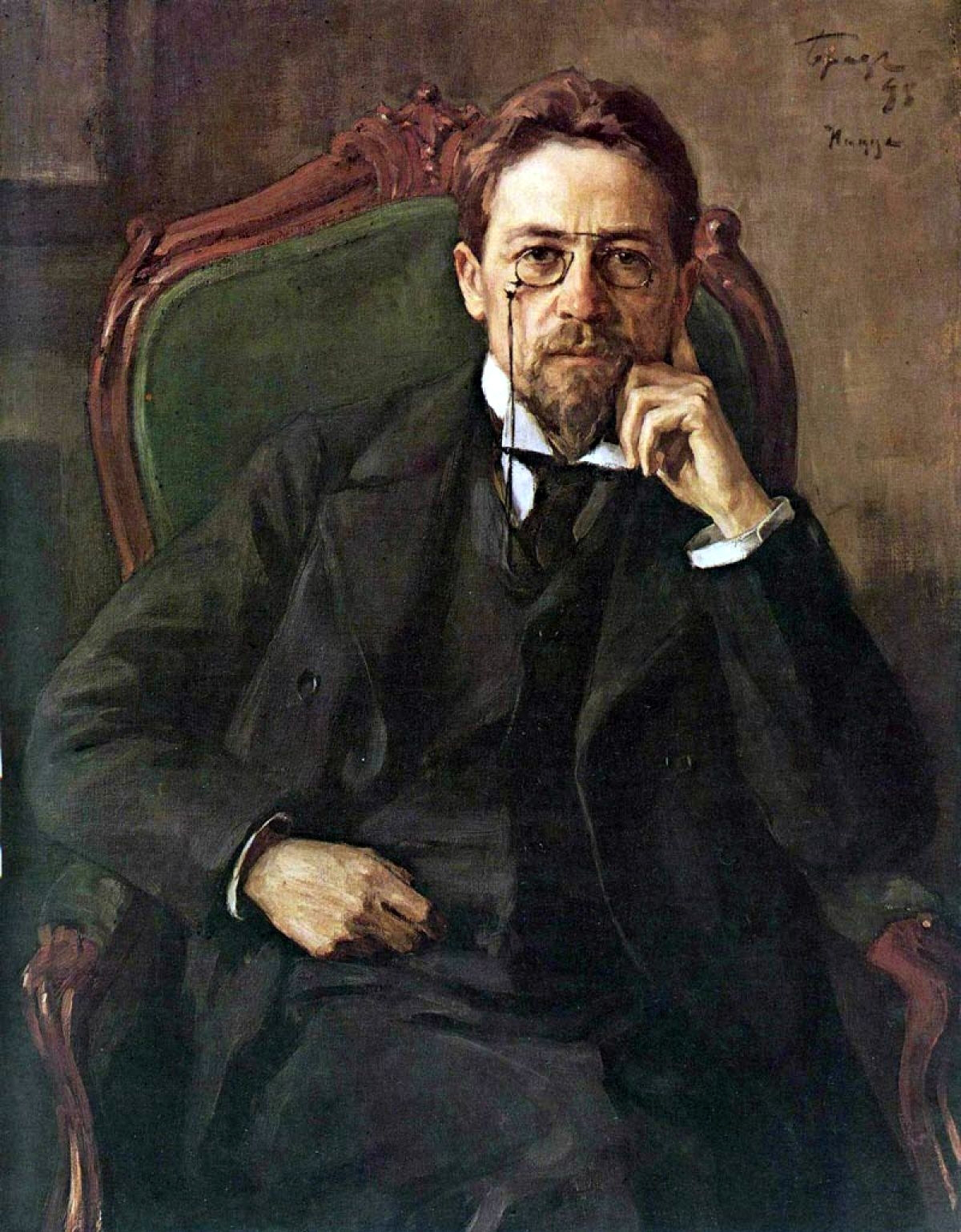
Антон Чехов

Дивись також Категорія:Народились 29 січня
- 1475 — Джуліано Буджардіні, італійський художник епохи Відродження. Спочатку був учнем скульптора Бертольдо ді Джованні, потім живописця Доменіко Гірландайо. Згідно з повідомленням Джорджо Вазарі, Буджардіні в 1508 році асистував Мікеланджело, коли той працював над розписом стелі Сікстинської капели. В 1522 році написав портрет Мікеланджело.
- 1688 — Еммануїл Сведенборг, шведський учений-природознавець, теософ.
- 1773 — Карл Фрідріх Крістіан Моос, німецький мінералог і геолог, який винайшов шкалу твердості мінералів — «шкалу Мооса».
- 1782 — Даніель Обер, французький композитор, основоположник жанру французької «великої опери», автор колишнього французького гімну «La Parisienne».
- 1843 — Вільям Мак-Кінлі, 25 президент США (1897—1901)
- 1852 — Кітасато Сібасабуро, японський бактеріолог, один з відкривачів збудника бубонної чуми.
- 1860 — Антон Чехов, російський письменник українського походження.
- 1866 — Станіслав Батовський-Качор, польський та український художник-баталіст, член Спілки художників України.
- 1866 — Ромен Роллан, французький письменник («Кола Брюньон», «Зачарована душа», «Робесп'єр»), мистецтвознавець, лауреат Нобелівської премії.
- 1868 — Альбін Еггер-Лінц, австрійський живописець.
- 1872 — Антін Шабленко, український письменник, публіцист, з 1905 р. — редактор-видавець часопису «Вільна Україна» у Петербурзі.
- 1874 — Джон Девісон Рокфеллер-молодший, американський промисловець.
- 1918 — Джон Форсайт, американський кіноактор (головна чоловіча роль у серіалі «Династія»).
- 1929 — Ірина Молостова, українська режисерка.
- 1930 — Оґа Норіо, японський підприємець, президент (від 1982) і голова ради директорів (1989—1995) компанії Sony.
- 1939 — Олександр Гузь, український вчений у галузі механіки, дійсний член НАНУ, лавреат Державних премій СРСР і УРСР, директор інституту механіки НАН України.
- 1954 — Опра Вінфрі, американська телеведуча, громадська діячка й кіноакторка («Рідний син», «Елен»).
- 1965 — Домінік Гашек, чеський хокейний воротар, олімпійський чемпіон Наґано-1998, дворазовий володар Кубка Стенлі.
- 1966 — Ромаріу, бразильський футболіст, чемпіон світу, найкращий гравець світової першості з футболу 1994 року.
- 1967 — Сергій Шматоваленко, український футболіст.
- 1970 — Гізер Грем, американська модель, кіноактриса («Убиваючи мене ніжно», «Я люблю тебе до смерті», «Загублені в космосі», «Шість ступенів відчуження»).

## Померли

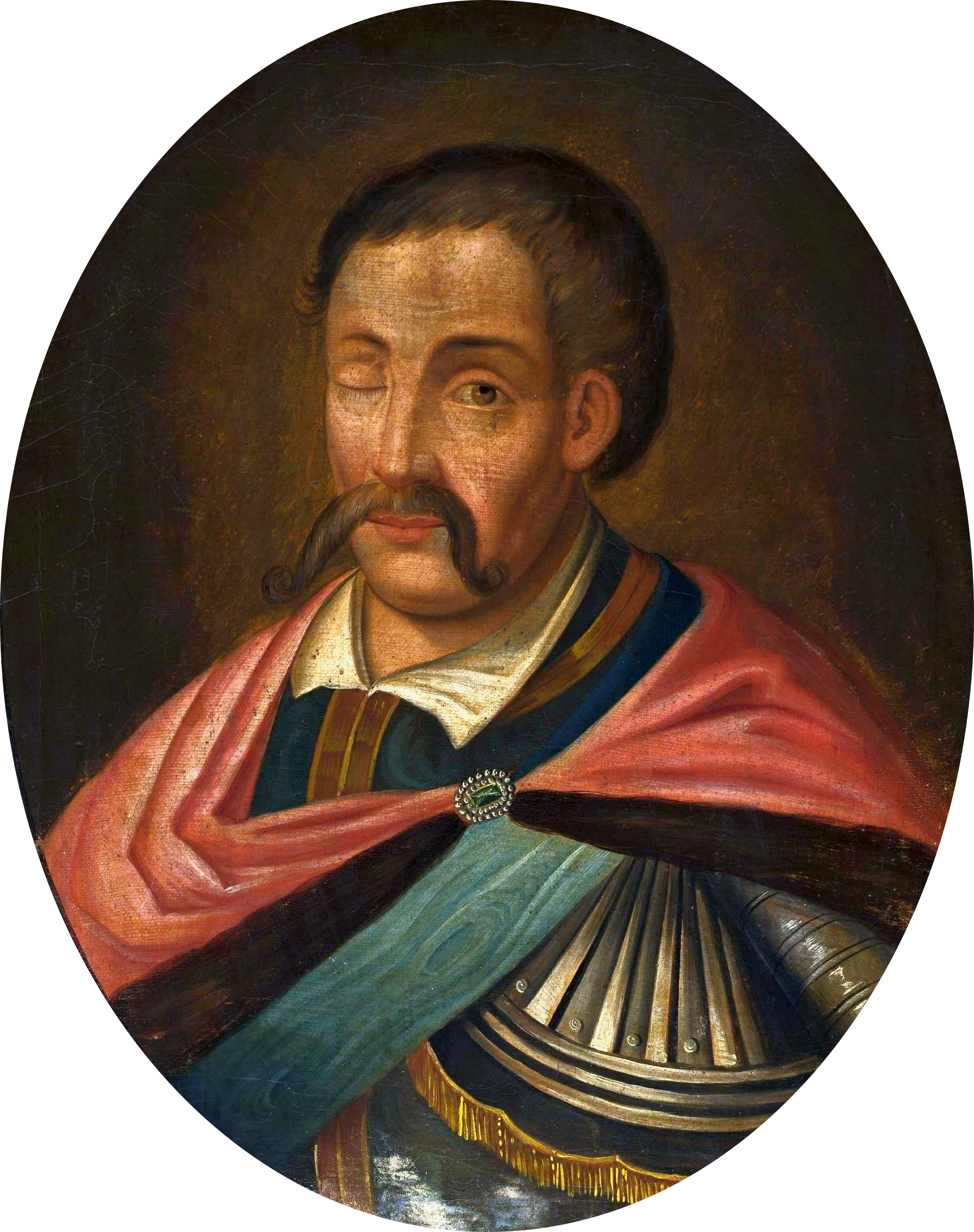
Данило Апостол, портрет 2-ї чверті XVIII ст.

Дивись також Категорія:Померли 29 січня
- 661 — Алі ібн Абу Таліб, четвертий праведний халіф, загинув від рук хариджитів.
- 1632 — Ян Порселліс, нідерландський художник, один з творців жанру голландського морського пейзажу XVII століття.
- 1734 — Данило Апостол, український військовий, політичний і державний діяч, Гетьман Війська Запорозького.
- 1751 — Якоб ван Шуппен, австрійський бароковий художник голландського походження.
- 1820 — Георг III, король Великої Британії та Ірландії.
- 1829 — Поль Баррас, французький політичний діяч, учасник французької революції.
- 1859 — Вільям Кренч Бонд, американський астроном.
- 1896 — Михайло Микешин (1835–1896), скульптор, графік.
- 1899 — Альфред Сіслей, відомий французький художник-пейзажист, один з засновників імпресіонізму.
- 1934 — Фріц Габер, німецький вчений-хімік, лауреат Нобелівської премії з хімії 1918 року.
- 1963 — Роберт Фрост, американський поет.
- 1968 — Цуґухару Фудзіта, художник з Франції, японського походження.
- 1969 — Аллен Даллес, американський дипломат і розвідник, директор ЦРУ (1953—1961).
- 1992 — Віллі Діксон, американський блюзовий музикант.
- 1994 — Євген Леонов, радянський актор.
- 2002 — Дмитро Маркевич, швейцарський віолончеліст, викладач і музикознавець українського походження. Праправнук українського історика Миколи Маркевича, молодший брат диригента Ігоря Маркевича.
- 2013 — Олександр Бондаренко, український актор театру, кіно та дубляжу.
- 2015 — Коллін Мак-Каллоу, австралійська письменниця, відома як автор роману «Ті, що співають у терні»
- 2017 — Андрій Кизило, український військовослужбовець, учасник російсько-української війни. Герой України (посмертно).
- 2023 — Дмитро Павличко,  — український поет, перекладач, літературний критик, публіцист, шістдесятник, громадсько-політичний діяч, Герой України (2004).